# Kuna (Idaho)
Kuna város az USA Idaho államában, Ada megyében. Lakosainak száma 24 011 fő (2020. április 1.).

## Népesség
A település népességének változása:

| 2010 | 15 210 |
| 2020 | 24 011 |